# سارا جرونیمو
سارا جرونیمو (انگلیسی: Sarah Geronimo؛ زادهٔ ۲۵ ژوئیهٔ ۱۹۸۸) بازیگر و موسیقی‌دان اهل فیلیپین است. وی از سال ۲۰۰۲ میلادی تاکنون مشغول فعالیت بوده‌است. سارا موفق به کسب جوایز و عناوین متعددی در زمینه موسیقی شده‌است و از پرافتخارترین موسیقی‌دانان فیلیپین به‌شمار می‌رود.